# Хеманс, Фелиция Доротея
Фелиция Доротея Хеманс (англ. Felicia Dorothea Hemans, урождённая Браун — англ. Browne; 25 сентября 1793, Ливерпуль — 16 мая 1835, Дублин) — английская поэтесса.
Первый сборник её стихов вышел в 1808 году, когда ей ещё не было 15 лет. Больше успеха имела вышедшая в том же году поэма «England and Spain», обратившая на себя внимание М. У. Шелли. В 1812 году она напечатала «Domestic Affections»; в 1826 году появилось её «Forest Sanctuary», считающееся лучшим из её поэтических сочинений. Другие собрания её стихов: «Lays of Leisure Hours», «National Songs», «Songs of the Affections». Её «Мысли во время болезни» изложены в форме изящных сонетов, последний из которых, «Воскресенье в Англии», был продиктован ею за три недели до её смерти. Стиль стихосложения Хеманс считается мягким, элегичным и грациозным. Некоторые из её гимнов были помещены в церковных сборниках и исполнялись на богослужебных собраниях. Её трагедия «Палермская вечерня» была поставлена в Лондоне, но без успеха.
Скончалась от водянки. Несколько поэтов-современников откликнулись на смерть Хеманс стихами.